# Moulin Watson
 (août 2013).
Si vous disposez d'ouvrages ou d'articles de référence ou si vous connaissez des sites web de qualité traitant du thème abordé ici, merci de compléter l'article en donnant les références utiles à sa vérifiabilité et en les liant à la section « Notes et références ».
moulin Watson (Watson's Mill en anglais) est une meunerie et un moulin à farine historique situé à Manotick, Ontario, Canada. Il s’agit du seul musée exerçant des activités commerciales dans la région d’Ottawa et l’une des très rares meuneries industrielles toujours en exploitation en Amérique du Nord. En effet, Moulin Watson vend toujours de la farine de blé entier moulu sur pierre qui est fabriquée sur place. Le moulin est aussi réputé pour son récit de fantôme. Selon la légende, Ann Currier, femme de Joseph, hante le moulin depuis sa mort lors d’un accident tragique ici en 1861. Moulin Watson est le bâtiment le mieux connu de Manotick. Son image est utilisée comme symbole du village.
Moss Kent Dickinson et Joseph Merrill Currier fondèrent le moulin sous le nom de Long Island Milling Enterprise en 1860. C’était l’un d’une série de moulins construits dans la région qui utilisait l’énergie hydraulique du canal Rideau. Il obtint son nom actuel lorsqu’il fut acheté par Harry Watson en 1946. Watson fut le dernier propriétaire à exploiter le moulin à une échelle industrielle. Lorsque l’Office de protection de la vallée Rideau acheta le moulin en 1972, il fut aménagé en musée.
Le moulin est ouvert au public durant les mois d’été et on y organise une foule d’activités, dont des démonstrations de mouture du grain tous les dimanches. 

## Histoire
Moulin Watson était à l’origine connu sous le nom de « Long Island Milling Enterprise » et fut construit par Thomas Langrell, un entrepreneur d’Ottawa, pour deux éminents hommes d’affaires d’Ottawa : Moss Kent Dickinson et Joseph Merrill Currier. Dickinson était un transitaire et propriétaire de bateau à vapeur prospère. Il était surnommé le « roi de la rivière Rideau » en raison de ses nombreux bateaux à vapeur transportant de la marchandise et des passagers qui circulaient sur le canal. Dickinson a aussi été maire d'Ottawa de 1864 à 1866, juste avant la Confédération et il habitait dans une résidence qui est aujourd’hui l’ambassade d’Afrique du Sud. Son partenaire, Joseph Currier, était un baron du bois et partenaire dans la fonderie Victoria Foundry située à Ottawa, où toute la machinerie du moulin fut coulée. Moulin Watson était à l’origine l’un de quatre moulins construits en même temps. Le moulin à scie fut achevé en 1859, la meunerie en 1860 et le moulin à cardes en 1861. L’usine Canada Bung, Plug and Spile fut construite en 1875, pour compléter l’entreprise de Long Island Milling, qui serait connue plus tard sous le nom de « Manotick Mills ».
Dickinson avait l’intention d’aménager un village autour du complexe de Long Island Mills et il acheta un terrain de 30 acres qu’il vendait en parcelles de terrains à bâtir. Le village fut baptisé « Manotick », d’après un mot Algonquin signifiant « île ». Dickinson construisit aussi une maison en face de Watson's Mill, qui se dresse toujours aujourd’hui et qui abrite maintenant le « Dickinson House Museum ».
Moulin Watson demeura dans la famille Dickinson jusqu’en 1928 lorsqu’Elizabeth, la plus jeune fille de Moss Kent Dickinson, le vendit à Alexander Spratt. Spratt avait six enfants : Charlie, Billie, Helen, Ken, Dick et Hubert. La famille au complet habitait dans la maison Dickinson pendant qu’Alexander gérait le moulin. Alexander mourut d’un cancer du cerveau en 1936. Sa femme prit la relève jusqu’à ce que l’entreprise soit vendue en 1946 à Harry Watson. Watson, sa femme Anna et ses six enfants Ron, Bill, Jack, Jim, Bob et Mary habitèrent tous aussi dans la maison Dickinson.
Avec l’arrivée du Canadien Pacifique, il en coûtait moins cher d’importer le blé et la farine de l’Ouest plutôt que de cultiver et de moudre le blé en Ontario. Spratt et Watson transformèrent graduellement le moulin en une exploitation de semences et d’aliments pour animaux afin de s’adapter aux réalités changeantes et de desservir les éleveurs de bétail et les producteurs laitiers de la région. Watson commença aussi à distribuer du charbon et du ciment.

## Ann Crosby Currier
Moulin Watson est supposément hanté par le fantôme d’Ann Crosby Currier, la deuxième femme de Joseph Currier. Née en 1841, Ann était la fille d’un propriétaire hôtelier prospère et elle avait grandi avec ses sept frères et sœurs dans le village de Caldwell, New York. En 1861, Ann épousa Joseph Merrill Currier, qui était à cette époque copropriétaire du moulin.
Le lundi 11 mars 1861, après six semaines de mariage, qui coïncidait avec le retour de la lune de miel de Joseph et Ann, Currier et Dickinson organisèrent une fête intime pour célébrer le succès de leur première année d’activité. Pendant qu’ils se frayaient un chemin parmi l’encombrement de l’équipement et de la machinerie en marche, une tragédie se produisit. La crinoline et la robe d’Ann se prirent dans l’un des arbres de turbine au deuxième étage du moulin et elle fut projetée contre un pilier et tuée sur le coup. Après cette tragédie, Joseph perdit immédiatement tout intérêt pour le moulin et le vendit ultérieurement à son partenaire Dickinson.
Depuis ce temps, il y a eu de nombreux rapports non confirmés d’observations du fantôme d’Ann à Moulin Watson et le lieu est souvent considéré parmi les édifices hantés d’Ottawa. Moulin Watson organise actuellement plusieurs activités qui font connaître la nature hantée de l’édifice incluant les « Terrifying Tales at Twilight » et des visites organisées par la Haunted Ottawa and Paranormal Society.

## Installations
Moulin Watson fut construit en utilisant du calcaire extrait des berges de la rivière Rideau, ainsi que du bois coupé dans la région et scié au moulin à scie de Long Island Sawmill. L’intérieur du moulin est très ornementé; les partenaires, Dickinson et Currier, désirait que le moulin serve de modèle de succès industriel et d’entreprenariat commercial. Moulin Watson était activé par six turbines construites dans la fonderie de Joseph Currier. Le journal Ottawa Citizen décrit Moulin Watson comme un « château dans les airs » lors de la journée d’ouverture.
Moulin Watson continue d’organiser des démonstrations de mouture le dimanche durant la saison estivale. On peut acheter de la  farine de blé entier moulue sur place dans la boutique de souvenirs ainsi que du pain de blé entier frais préparé avec de la farine de Moulin Watson. Aujourd’hui, Moulin Watson possède toujours une bonne part de la machinerie d’origine en état de fonctionnement. La machinerie suivante fonctionne durant les démonstrations de mouture  :
- 3 des 6 turbines originales (d’autres sont sur place mais sont inutilisées)
- La trémie et les élévateurs à grain
- Le bac de réception
- 1 des 4 paires originales de meules (une autre meule est exposée)
- La vis sans fin
- La bluterie
- Le broyeur à marteaux

### Turbines
Les turbines sont les pièces de machinerie les plus importantes car elles transmettent l’énergie aux autres pièces d’équipement du moulin. Ce sont les turbines originales, coulées en 1859 dans la fonderie Victoria Foundry d’Ottawa. Ces grandes turbines peuvent produire 40 chevaux-puissance et la plus petite produit 20 chevaux-puissance. Les turbines pouvaient fonctionner à l’année parce que l’eau qui coulait constamment dans l’abée ne gelait jamais. La première turbine actionne le broyeur à marteauxet la bluterie, la troisième les élévateurs et la vis sans fin et la cinquième actionne les meules et le nettoyeur-séparateur. Les trois autres ne sont plus utilisées.

### Trémie, élévateurs et bac de réception
Après la pesée du blé, il est versé dans la trémie. Il y a une petite ouverture au fond, qui est actionnée par un levier et permet au meunier de contrôler la quantité de blé qui entre dans le système. Cette action déclenche le processus de mouture automatisé. À partir de ce point, le grain et la mouture n’entrent pas en contact avec des mains humaines jusqu’à ce que la farine soit prête à l’emballage. Une fois que le grain est versé dans la trémie, le grain est transporté au deuxième étage par l’élévateur-transporteur et entreposé dans le bac de réception.

### Meules et vis sans fin
Les meules peuvent être faites de divers matériaux. Les pierres de Moulin Watson sont faites de morceaux de quartz très dur appelé pierre meulière. Elles furent importées de France en 1859 parce que la pierre indigène du Canada et des États-Unis projetait des éclats dans le produit final. La face de la pierre était striée de cannelures, que l’on appelle le « profil ». Différents types de meules présentent différents motifs – les meules de Moulin Watson avaient un profil de 3/4. Ce profil particulier de la pierre indique quelle substance elle peut moudre. Les cannelures sur les deux meules se trouvent à des angles différents et elles agissent comme des ciseaux durant la mouture. Seule la pierre du haut, la meule de roulement, tourne, tandis que la meule de fond demeure stationnaire. Les pierres pèsent chacune environ 900 kilogrammes, ce qui équivaut à peu près au poids d’une Beetle de Volkswagen.
Deux grandes roues en fer forgé devant la meule sont utilisées par le meunier pour contrôler la machinerie. La petite roue permet au meunier de soulever et d’abaisser la meule du haut ou de roulement. La grande roue est utilisée pour ouvrir la porte de la turbine qui tourne la meule.
Vu que la meule du haut est tellement lourde et qu’elle tourne rapidement, une chaleur intense est produite, ce qui réchauffe la mouture. Il est important que les fenêtres du moulin soient ouvertes durant la mouture parce que les particules de poussière sont combustibles. Durant le processus, lorsque la mouture est chaude et humide, il est difficile de séparer le son et la glume de la farine et la mouture doit être refroidie. La mouture se déplace jusqu’au grenier dans l’élévateur à mouture, où elle tombe dans une machine appelée la vis sans fin, qui refroidit et fait gonfler la mouture.

### Bluterie
De la vis sans fin, la mouture tombe dans la bluterie. La bluterie est une grande machine de tamisage située au deuxième étage. La bluterie sépare la farine du son afin d’obtenir une farine de blé entier pure moulue à la meule comme produit final. Les deux produits tombent au rez-de-chaussée où ils sont séparés dans des sacs différents. La farine est ensuite emballée dans de petites portions qui peuvent être achetées au moulin.

### Broyeur à marteaux
Le broyeur à marteaux a introduit une autre méthode de moudre le grain. Tandis que le profil particulier de la meule limite les substances qui peuvent être moulues, le broyeur à marteaux était capable de moudre divers grains et graines. Cette machine était principalement utilisée pour mélanger les aliments des animaux des agriculteurs de la région. De nos jours, le broyeur à marteaux est utilisé pour moudre du maïs que le moulin vend sous forme de moulée pour les canards.

## Long Island Milling Enterprise
En plus de la meunerie, un moulin à scie, un moulin à cardes et une fabrique de bondons faisaient aussi partie de Long Island Milling Enterprise.

### Moulin à scie
Sur la rive opposée de la rivière, Moss Kent Dickinson et Joseph Currier construisirent leur premier moulin à scie en utilisant leurs droits nouvellement acquis pour l’énergie hydraulique du barrage. Le moulin à scie fut construit un peu avant 1859 et le bois coupé dans le moulin à scie fut utilisé dans la construction de la Long Island Grist Mill (Moulin Watson). Le moulin à scie était petit et mesurait 72 pieds sur 22 pieds. En raison de l’expansion de la tête de pont en 1870, le premier moulin à scie dut être enlevé. La construction d’un nouveau moulin à scie commença avant que la démolition de l’ancien moulin à scie.
Le deuxième moulin à scie était plus grand que le premier et mesurait 30 pieds sur 100 pieds. Dès 1876, un rajout de 20 pieds avait été ajouté pour accueillir la nouvelle Canadian Bung, Plug and Spile Factory. Le deuxième moulin à scie fut détruit par un incendie à l’été de 1887. Même si les vestiges physiques du moulin à scie sont maintenant disparus, il a joué un rôle crucial dans la création de Manotick en fournissant le bois d’œuvre pour la fabrication de boiseries pour des chariots, des carrosses, des traîneaux, des roues, des meubles et la construction de bâtiments.

### Moulin à cardes
Construit en seulement huit mois, le moulin à cardes ouvrit ses portes le 1er décembre 1861. Situé à côté de la meunerie, le moulin à cardes complétait les trois bâtiments qui constituaient la Long Island Milling Enterprise.
À l’origine, le moulin à cardes mesurait 32 pieds sur 30 pieds, mais, en 1870, plus d’espace était requis et le moulin fut agrandi pour mesurer 60 pieds sur 30 pieds. Ce moulin était non seulement un lieu où les fermiers pouvaient faire carder et dresser leur laine, mais ils pouvaient aussi y commander leur tissu. De 1874 à 1876, l’usine à cardes a été louée à R.W. Conway qui exploitait l’entreprise. Le sort de l’usine à cardes a été scellé lorsque le bâtiment a été entièrement détruit par un incendie. La date exacte de l’incendie est inconnue, mais on croit qu’il s’est produit entre 1879 et 1885. Même s’il était utile pour les familles d’agriculteurs, le moulin à cardes ne fut jamais remplacé et fut biffé des dossiers de Dickinson par Moss Kent lui-même. Aujourd’hui, très peu de vestiges restent du moulin à cardes, sauf pour les fondations ensevelies dans les berges de la rivière.

### Fabrique de Bung
Moss Kent Dickinson établit la Canada Bung, Plug and Spile Factory en 1875. À l’époque, il y avait seulement une autre exploitation au Canada. Dickinson expédiait ses bondons (bouchons en bois pour les barils) partout dans le monde.
Après la destruction du moulin à scie, qui abritait à l’origine la fabrique de bondons, lors d’un incendie en 1887, Dickinson décida que seulement l’usine de bondons méritait d’être reconstruite. Un nouvel édifice fut construit un peu plus loin en aval sur la rive opposée de la meunerie.
Pour faire fonctionner l’usine, une sixième turbine fut installée dans le sous-sol de la meunerie et un câble en acier de 3 pouces sortait de la fenêtre du sous-sol et traversait le lit de la rivière jusqu’à la nouvelle usine. Lorsque l’énergie était requise, on tirait une ficelle qui sonnait une cloche dans la meunerie avisant le meunier d’activer la sixième turbine. La fabrique de bondons fut démantelée en 1926 et déménagée pour faire partie d’une résidence sur Long Island à Manotick.

## Temps modernes
Le 1er juillet 1963, la Commission de la capitale nationale (CCN) a conclu un bail avec Harry Watson pour ouvrir le moulin comme attraction patrimoniale. L’Office de la protection de la vallée Rideau (OPVR) a acheté Moulin Watson, la maison Dickinson et le Carriage Shed en 1972 afin de préserver ces édifices patrimoniaux et le nom de « Moulin Watson » a été conservé. L’OPVR a réalisé d’importants travaux de rénovation et a rouvert le moulin comme une meunerie en activité et un musée. En 2008, Watson’s Mill Manotick Incorporated (WMMI) est devenu propriétaire de Moulin Watson. Aujourd’hui, il continue de fonctionner comme musée industriel en exploitation et centre social communautaire. Moulin Watson prospère et a le mandat de continuer ses activités de meunerie pour la farine et les aliments pour animaux ainsi que de centre social, culturel et éducatif pour ses nombreux visiteurs.
Moulin Watson est situé sur les rives de la rivière Rideau, dans le village de Manotick (Ontario). Il est construit à côté d’un barrage de régulation sur le chenal secondaire où la rivière Rideau bifurque autour de Long Island. Les écluses de Long Island franchissent l’autre chenal. Moulin Watson est situé à 20 km au sud du centre-ville d’Ottawa (Ontario).

## Affiliations
Ce musée est affilié aux réseau des musées d'Ottawa et Society for the Preservation of Old Mills (SPOOM).